# Buam-dong, Busan
Buam-dong (koreanska: 부암동) är en stadsdel i stadsdistriktet Busanjin-gu i den sydkoreanska staden Busan, i den sydöstra delen av landet, 300 km sydost om huvudstaden Seoul.

## Indelning
Administrativt är Buam-dong indelat i:
| Namn    | Namn             | Yta i km² | Invånare 30 jun 2020 |
| ------- | ---------------- | --------- | -------------------- |
| 부암1동 | Buam 1(il)-dong  | 0,80      | 22 492               |
| 부암3동 | Buam 3(sam)-dong | 1,83      | 18 253               |